# Somatidia angusta
Somatidia angusta är en skalbaggsart som beskrevs av Thomas Broun 1880. Somatidia angusta ingår i släktet Somatidia och familjen långhorningar. Inga underarter finns listade i Catalogue of Life.